# Премія Фундації ім. Косцєльських
Премія Фундації імені Косцєльських (пол. Nagroda Fundacji im. Kościelskich) — щорічна польська літературна премія. Штаб-квартира премії знаходиться в Женеві, Швейцарія.

## Історія
Премія створена згідно з волею померлої у липні 1959 року Моніки Косцєльської, вдова Владислав Авґуста Косцєльського, польського видавця, поет та мецената. Вручається премія з 1962 року.

## Мета та умови отримання
Метою фундації є підтримка розвитку польської літератури та поезії, підтримка молодих польських дарувань. Претендент на премію має вік до 40 років (можливі винятки, які визначаються Радою фундації).
Переможці відбираються журі, яке призначається Радою фундації. Фінансова винагорода визначається щороку, в залежності від прибутків фундації та кількості переможців.
Премія Фундації імені Косцєльських є найвищою польською літературною премією.

## Лауреати премії
1962
- Анджей Брихт[pl]
- Анджей Буза[pl]
- Славомир Мрожек
- Ян Ростворовський[pl]

1963
- Збігнев Герберт
- Зиґмунт Кубіак[pl]
- Ян Вінцакєвич[pl]

1964
- Богдан Чайковський
- Веслав Димний[pl]
- Тадеуш Конвіцький
- Зофія Романовичова[pl]
- Богдан Войдовський[pl]

1965
- Тадеуш Чабровський[pl]
- Анджей Кійовський[pl]
- Маріан Осняловський[pl]
- Віктор Ворошильський[pl]

1966
- Генрік Ґрінберґ
- Ґустав Герлінґ-Ґрудзінський
- Влодзімеж Одоєвський[pl]

1967
- Ярослав Абрамов-Неверлі
- Тадеуш Новак
- Ярослав Марек Римкевич

1968
- Ян Блонський[pl]
- Костянтин Єленьський[pl]
- Марек Новаковський[pl]
- Марек Скварницький[pl]
- Ришард Прибильський[pl]

1969
- Ян Даровський[pl]
- Уршуля Козьол
- Єжи Квятковський[pl]
- Мєчислав Пашкевич [pl]
- Аліна Вітковська[pl]

1970
- Єжи Ґєралтовський[pl]
- Ганна Свідерська[pl]
- Казімеж Орлось

1971
- Єжи Гарасимович
- Зиґмунт Гаупт
- Вацлав Іванюк
- Збігнев Жакєвич[pl]
- Богдан Цивінський[pl]
- Адам Чернявський[pl]

1972
- Станіслав Бараньчак
- Боніфацій М'язек[pl]
- Едвард Стахура
- Владислав Лех Терлецький[pl]

1973
- Томаш Бурек [pl]
- Януш Артур Ігнатович[pl]
- Єва Ліпська
- Аліція Лісецька[pl]

1974
- Єжи Войцех Борейша[pl]
- Аліція Іванська[pl]
- Едвард Редлінський[pl]

1975
- Войцех Карпіньський[pl]
- Юліан Корнгаузер
- Марцін Круль[pl]
- Павел Лисек[pl]
- Адам Заґаєвський

1976
- Болеслав Кобржинський[pl]
- Ришард Криницький
- Богдан Мадей[pl]
- Джоанна Поллакувна[pl]

1977
- Єва Беньковська[pl]
- Войцех Скалмовський[pl]
- Малґожата Шпаковська[pl]
- Болеслав Таборський[pl]

1978
- Пйотр Войцеховський[pl]

1979
- Єжи Міревич[pl]

1980
- Юзеф Баран[pl]
- Єжи Плюта[pl]
- Януш Венґєлєк[pl]

1981
- Януш Андмерман[pl]
- Кшиштоф Дибцяк[pl]
- Анна Фрайліх[pl]
- Ян Комолка[pl]

1982
- Не нагороджувались

1983
- Стефан Хвін
- Ян Ґура
- Антоні Павлак[pl]
- Ян Полковський[pl]
- Станіслав Росєк[pl]

1984
- Броніслав Май
- Тадеуш Корженєвський[pl]

1985
- Єжи Яжембський[pl]

1986
- Томаш Яструн [pl]
- Адам Міхнік
- Лешек Шаруґа[pl]

1987
- Не нагороджувались

1988
- Павел Гюлле
- Пйотр Соммер[pl]

1989
- Влодзімеж Болецький[pl]
- Єжи Пільх
- Кшиштоф Рутковський[pl]

1990
- Ґжеґож Мусял[pl]
- Броніслав Вілдштейн[pl]
- Марек Залеський[pl]
- Віслава Шимборська

1991
- Анджей Барт[pl]
- Маріан Стала[pl]

1992
- Кшиштоф Мишковський[pl]
- Александра Олендська-Фрибесова[pl]

1993
- Маржанна Боґумила Кєляр[pl]
- Артур Шлосарек[pl]

1994
- Мацей Нємєц[pl]
- Тадеуш Слободзянек[pl]
- Марек Войдило[pl]

1995
- Маґдалена Туллі
- Анджей Стасюк

1996
- Яцек Бачак[pl]
- Марцін Свєтліцький

1997
- Ольга Токарчук
- Анджей Сосновський

1998
- Пшемислав Чаплінський[pl]
- Яцек Подсядло

1999
- Адам Вєдеманн[pl]
- Аркадіуш Пахольський[pl]

2000
- Міхал Павел Марковський[pl]
- Войцех Венцель[pl]

2001
- Єжи Сосновський[pl]

2002
- Ольга Станіславська[pl]

2003
- Давид Бєньковський[pl]

2004
- Томаш Ружицький[pl]

2005
- Яцек Денель

2006
- Йоланта Стефко[pl]

2007
- Міколай Лозінський[pl]

2008
- Яцек Дукай

2009
- Тадеуш Домбровський

2010
- Марцін Курек[pl]

2011
- Анджей Франазек[pl]

2012
- Анджей Дибчак[pl]

2013
- Кристина Дамбровська[pl]

2014
- Кшиштоф Сівчик[pl]

2015
- Щепан Твардох

2016
- Мацей Плаза[pl]

2017
- Урсула Зайячковська[pl]

2018
- Йоанна Чечотт[pl]

2019
- Альдона Копкевич[pl]

2020
- Малгожата Реймер

2021
- Ян Барон[pl]

2022
- Бартош Садульскі[pl]